# KNVB-Pokal 1907/08
Der KNVB-Pokal 1907/08 war die zehnte Auflage des niederländischen Fußball-Pokalwettbewerbs. Pokalsieger wurde die Reservemannschaft von HBS Craeyenhout. Das Team setzte sich im Finale gegen die Reservemannschaft von VOC Rotterdam durch.

## Modus
Alle Begegnungen wurden in einem Spiel ausgetragen. Bei unentschiedenem Ausgang wurde zur Ermittlung des Siegers eine Verlängerung von zweimal 7½ Minuten gespielt. Stand danach kein Sieger fest, folgte eine weitere Verlängerung von zweimal 7½ Minuten. War danach immer noch keine Entscheidung gefallen, wurde das Spiel auf dem Platz des Gegners wiederholt. Wenn auch das drittes Spiel unentschieden endete, ging es in die Verlängerung, bis ein Tor fiel.

## 1. Runde
| Datum      |                       | Ergebnis  |                           |
| ---------- | --------------------- | --------- | ------------------------- |
| 03.11.1907 | Be Quick 1887         | 1:3       | Quick 1888 II             |
| 03.11.1907 | UVV Utrecht           | 5:2       | BSV Allen Weerbaar        |
| 03.11.1907 | VOC Rotterdam         | 05:0 1    | EFC Prinses Wilhelmina II |
| 03.11.1907 | GVV Forward Groningen | 05:0 1    | VVV Voorburg              |
| 03.11.1907 | Neerlandia Amsterdam  | 4:0       | Celeritas Rotterdam       |
| 03.11.1907 | AFC Amsterdam         | 0:1       | EFC Prinses Wilhelmina    |
| 03.11.1907 | Swift Amsterdam       | 1:8       | HVV Den Haag II           |
| 03.11.1907 | Vlaardingsche FC      | 07:1 2    | DOSB Amsterdam            |
| 03.11.1907 | AVV Amsterdam II      | 0:5       | AFC Amsterdam II          |
| 03.11.1907 | Holland Amsterdam     | 0:2       | LAC Frisia Leeuwarden     |
| 03.11.1907 | DSV Concordia Delft   | 05:0 1    | BSV Allen Weerbaar II     |
| 03.11.1907 | EDO Amsterdam         | 05:0 1    | DVS Rotterdam II          |
| 03.11.1907 | Achilles 1894         | 2:3       | Willem II Tilburg         |
| 03.11.1907 | DEC Amsterdam         | 4:0       | DSV Concordia Delft II    |
| 03.11.1907 | HBS Craeyenhout II    | 05:0 1    | HVV Helmond               |
| 03.11.1907 | Ajax Amsterdam        | 05:0 1    | Dordrechtsche FC II       |
| 03.11.1907 | Volharding Amsterdam  | 3:4       | Voorwaarts Den Haag       |
| 03.11.1907 | HFC Haarlem II        | 05:0 1    | Hercules Enschede         |
| 03.11.1907 | Koninklijke HFC II    | 4:0       | RAP Amsterdam             |
| 03.11.1907 | VOC Rotterdam II      | 5:2       | Achilles Rotterdam        |
| 03.11.1907 | Quick Den Haag II     | 3:2       | VVV Amsterdam             |
| 03.11.1907 | AFC Quick 1890        | 5:1       | Zwolsche AC               |
| 03.11.1907 | MVVO Middelburg       | 05:0 1    | Sparta Rotterdam II       |
| 03.11.1907 | Zalt-Bommel           | 3:1       | AVV Amsterdam             |
| 03.11.1907 | EMM Middelburg        | 4:3 n. V. | RV & AV Neptunus          |
| 03.11.1907 | Quick 1888            | 1:3       | USV Hercules II           |
| 03.11.1907 | Vitesse Arnheim       | 6:0       | EV & AV De Tubanters 1897 |
| 03.11.1907 | BVV Wilhelmina        | 7:0       | Amstel Watergraafsmeer    |
| 03.11.1907 | ODO Arnheim           | 0:2       | VV De Spartaan            |
| 10.11.1907 | HVV Tubantia          | 04:3 3    | DVS Rotterdam             |
| 10.11.1907 | DVV Den Haag          | 05:0 4    | GVV Velocitas 1897        |

## Zwischenrunde
| Datum      |                        | Ergebnis |                       |
| ---------- | ---------------------- | -------- | --------------------- |
| 24.11.1907 | AFC Amsterdam II       | 2:6      | EMM Middelburg        |
| 01.12.1907 | VV De Spartaan         | 4:2      | Willem II Tilburg     |
| 01.12.1907 | VOC Rotterdam          | 2:1      | Voorwaarts Den Haag   |
| 01.12.1907 | VOC Rotterdam II       | 05:0 1   | Neerlandia Amsterdam  |
| 01.12.1907 | BVV Wilhelmina         | 3:1      | UVV Utrecht           |
| 01.12.1907 | DEC Amsterdam          | 3:4      | Quick 1888 II         |
| 01.12.1907 | AFC Quick 1890         | 6:3      | Quick Den Haag II     |
| 01.12.1907 | Koninklijke HFC II     | 14:00    | GVV Forward Groningen |
| 01.12.1907 | LAC Frisia Leeuwarden  | 3:1      | Haarlemse FC EDO      |
| 01.12.1907 | Vitesse Arnheim        | 2:0      | Ajax Amsterdam        |
| 01.12.1907 | HVV Tubantia           | 4:3      | DVV Den Haag          |
| 01.12.1907 | MVVO Middelburg        | 05:0 1   | Vlaardingsche FC      |
| 01.12.1907 | DSV Concordia Delft    | 8:2      | USV Hercules II       |
| 01.12.1907 | EFC Prinses Wilhelmina | 3:2      | HFC Haarlem II        |
| 09.02.1908 | Zalt-Bommel            | 01:4 2   | HVV Den Haag II       |
|            | HBS Craeyenhout II     | Freilos  |                       |

## 2. Runde
| Datum      |                       | Ergebnis |                        |
| ---------- | --------------------- | -------- | ---------------------- |
| 05.01.1908 | Quick 1888 II         | 3:6      | HBS Craeyenhout II     |
| 05.01.1908 | LAC Frisia Leeuwarden | 3:0      | EFC Prinses Wilhelmina |
| 05.01.1908 | Koninklijke HFC II    | 1:7      | VOC Rotterdam          |
| 05.01.1908 | MVVO Middelburg       | 5:4      | AFC Quick 1890         |
| 09.02.1908 | DSV Concordia Delft   | 9:0      | HVV Tubantia           |
| 09.02.1908 | Vitesse Arnheim       | 05:0 1   | BVV Wilhelmina         |
| 16.02.1908 | VOC Rotterdam II      | 3:2      | HVV Den Haag II        |
| 01.03.1908 | VV De Spartaan        | 4:1      | EMM Middelburg         |

## Viertelfinale
| Datum      |                       | Ergebnis |                    |
| ---------- | --------------------- | -------- | ------------------ |
| 08.03.1908 | VOC Rotterdam         | 5:2      | MVVO Middelburg    |
| 22.03.1908 | LAC Frisia Leeuwarden | 0:3      | HBS Craeyenhout II |
| 12.04.1908 | DSV Concordia Delft   | 1:3      | Vitesse Arnheim    |
| 12.04.1908 | VV De Spartaan        | 1:2      | VOC Rotterdam II   |

## Halbfinale
| Datum      |                    | Ergebnis |                  |
| ---------- | ------------------ | -------- | ---------------- |
| 05.04.1908 | HBS Craeyenhout II | 3:0      | VOC Rotterdam    |
| 20.04.1908 | Vitesse Arnheim    | 2:3      | VOC Rotterdam II |

## Finale
| HBS Craeyenhout II                     | HBS Craeyenhout II | VOC Rotterdam II | VOC Rotterdam II |
| -------------------------------------- | --- | --- | ---------------- |
| HBS Craeyenhout II                     | \| 17. Mai 1908 in Prinsenlaan, Rotterdam \| \| Ergebnis: 3:1 \| \| Schiedsrichter: A. J. Bronkhorst \| \| Spielbericht \| | \| 17. Mai 1908 in Prinsenlaan, Rotterdam \| \| Ergebnis: 3:1 \| \| Schiedsrichter: A. J. Bronkhorst \| \| Spielbericht \| | VOC Rotterdam II |
| HBS Craeyenhout II                     | Schierbeek – Valkenburg, V.d. Dussen – Mirandolle, Zorab, Polderman – Roskott, Feijtes, Bouman, Aernout, De Jong.          | Clement – Van ’t Hoff, Van Prooije – Weeldenburg, Den Held, Van Hest – Breuning, V.d. Sluis, Verduin, Küp, Smidt.          | VOC Rotterdam II |
| HBS Craeyenhout II                     | 1:0 Feijtes (10.) 2:0 ? 3:0 De Jong                                                                                        | 3:1 Verduin (88.) | VOC Rotterdam II |
| 17. Mai 1908 in Prinsenlaan, Rotterdam | | |                  |
| Ergebnis: 3:1                          | | |                  |
| Schiedsrichter: A. J. Bronkhorst       | | |                  |
| Spielbericht                           | | |                  |